# ZIMSAT-1
ZIMSAT-1 è stato il primo satellite dello Zimbabwe. 
Il satellite, del tipo CubeSat, è stato progettato e realizzato da quattro giovani ingegneri zimbabwesi in collaborazione con il Kyushu Institute of Technology nell'ambito del progetto Birds 5, in seguito ad un accordo con il Giappone promosso dal governo dello Zimbabwe. Il lancio è stato effettuato il 7 novembre 2022 dal Mid-Atlantic Regional Spaceport con un razzo vettore Antares, che con la navicella Cygnus NG-18 lo ha trasportato sulla Stazione Spaziale Internazionale, da cui è stato collocato in orbita il 2 dicembre.
Il satellite, dedicato all'osservazione terrestre, aveva il compito di migliorare la mappatura del territorio, favorire la gestione delle acque e dei terreni, fornire supporto alle previsioni meteorologiche, all'agricoltura, alla pianificazione delle infrastrutture e alla prevenzione dei disastri naturali. ZIMSAT-1 aveva a bordo una telecamera multispettrale, un analizzatore di immagini e un sistema di comunicazione con i radioamatori. 
Il satellite è rientrato nell'atmosfera il 16 maggio 2023.